# Jürgen Theobaldy
Jürgen Theobaldy (* 7. März 1944 in Straßburg) ist ein deutscher Schriftsteller, der in der Schweiz lebt.

## Leben und Werk
Jürgen Theobaldy, der aus einer Arbeiterfamilie stammt, wuchs in Mannheim auf. Nach einer kaufmännischen Lehre absolvierte er ein Studium zum Grund- und Hauptschullehrer an den Pädagogischen Hochschulen in Freiburg im Breisgau und Heidelberg. Danach studierte er Literaturwissenschaft an den Universitäten in
Heidelberg und Köln sowie seit 1974 an der Freien Universität in Berlin. Seit 1984 lebt er in der Schweiz.
Jürgen Theobaldy, dessen schriftstellerische Anfänge in der Studentenbewegung der Sechzigerjahre liegen, begann in den Siebzigerjahren mit Alltagslyrik und strengeren, traditionellen Formen zu experimentieren. Neben Gedichten hat er eine Reihe von Romanen und Erzählbänden veröffentlicht, die zumeist die eigenen Erfahrungen des Autors verarbeiten.
Von der Stadt Bern erhielt er 1992 für sein Werk In den Aufwind und 2003 für Trilogie der nächsten Ziele einen Buchpreis. Die Literarische Kommission der Stadt Bern verlieh ihm für sein Gesamtwerk den Literaturpreis 2006.
Jürgen Theobaldy ist Mitglied des Verbandes „Autorinnen und Autoren der Schweiz“. Bis 2009 arbeitete er in Teilzeit als Protokollschreiber bei den Parlamentsdiensten der Bundesversammlung.
Sein Archiv wurde 2010 vom Schweizerischen Literaturarchiv erworben.

## Werke

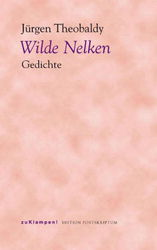
Umschlag der Wilde Nelken (2005)

- Sperrsitz. Gedichte. Palmenpresse, Köln 1973.
- Blaue Flecken. Gedichte. Rowohlt Taschenbuch Verlag, Reinbek bei Hamburg 1974.
- mit Gustav Zürcher: Veränderung der Lyrik. edition text + kritik, München 1976.
- Zweiter Klasse. Gedichte. Rotbuch Verlag, Berlin 1976.
- Sonntags Kino. Roman. Rotbuch Verlag, Berlin 1978.
- Drinks. Gedichte. Verlag Das Wunderhorn, Heidelberg 1979.
- Schwere Erde, Rauch. Gedichte. Rowohlt Taschenbuch Verlag, Reinbek bei Hamburg 1980.
- Spanische Wände. Roman, Rowohlt Verlag, Reinbek bei Hamburg 1981.
- Die Sommertour. Gedichte, Rowohlt Verlag, Reinbek bei Hamburg 1983.
- Midlands, Drinks. Gedichte, Verlag Das Wunderhorn, Heidelberg 1984.
- Das Festival im Hof. Erzählungen, Rotbuch Verlag, Berlin 1985.
- In den Aufwind. Gedichte, Friedenauer Presse, Berlin 1990.
- Der Nachtbildsammler. Gedichte, Palmenpresse, Köln 1992.
- Mehrstimmiges Grün. Prosa und Lyrik (= Text und Porträt. 14, hg. vom LCB). Aufbau Verlag, Berlin 1994.
- Ein Glücksfall. Erzählung. Mit Illustrationen von Thomas Weber. Berlin 1996.
- Immer wieder alles. Gedichte. Zu Klampen Verlag, Lüneburg 2000, ISBN 978-3-933156-54-9.
- In der Ferne zitternde Häuser. Prosa. Verlag Das Wunderhorn, Heidelberg 2000, ISBN 3-88423-170-7.
- Trilogie der nächsten Ziele. Roman. Zu Klampen Verlag, Springe 2003, ISBN 978-3-933156-77-8.
- Wilde Nelken. Gedichte. Zu Klampen Verlag, Springe 2005, ISBN 978-3-933156-84-6.
- 24 Stunden offen. Gedichte. Verlag Peter Engstler, Ostheim/Rhön 2006, ISBN 3-929375-75-3.
- Suchen ist schwer. Gedichte. Verlag Peter Engstler, Ostheim/Rhön 2012, ISBN 978-3-941126-33-6.
- Aus nächster Nähe. Roman. Verlag Das Wunderhorn, Heidelberg 2013, ISBN 978-3-88423-441-9.
- Rückvergütung. Roman, Verlag Das Wunderhorn, Heidelberg 2015, ISBN 978-3-88423-491-4.
- Hin und wieder hin. Gedichte aus Japan. Verlag Peter Engstler, Ostheim/Rhön 2015, ISBN 978-3-941126-66-4.
- Auf dem unberührten Tisch. Gedichte. Verlag Peter Engstler, Ostheim/Rhön 2019, ISBN 978-3-946685-21-0.
- Geschichten im Vorübergehen. Prosa. verlag die brotsuppe, Biel 2020, ISBN 978-3-03867-026-1.
- Einfach um die Sonne. Gedichte. Klaus Isele Editor, Eggingen 2021, ISBN 978-3-7534-6278-3.
- Poesiealbum 368. Gedichte. Grafik Johannes Vennekamp, Märkischer Verlag, Wilhelmshorst 2022, GTIN 978 3 943708 68 4
- Guten Tag in Kyōto. Zwei Reisen in Tanka. Mäd Book Lyrik Elf, Mäd Books, Basel 2022, ISBN 978-3-906-172-16-3.
- Mein Schützling. Novelle. Transit, Berlin 2023, ISBN 978-3-88747-397-6.
- Nun wird es hell und du gehst raus. Ausgewählte Gedichte. Wallstein Verlag, Göttingen 2024, ISBN 978-3-8353-5584-2.
- Bis es passt. Zehn Erzählungen. verlag die brotsuppe, Biel 2024, ISBN 978-3-03867-089-6.

### Herausgeberschaft
- Benzin. Heidelberg, Jg. 1971–1973.
- Und ich bewege mich doch. München 1977.

### Übersetzungen
- Aras Ören: Der kurze Traum aus Kagithane. Rotbuch Verlag, Berlin 1974 (Bearbeitung der Übersetzung von H. Achmed Schmiede)
- Jim Burns: Leben in Preston. Palmenpresse, Köln 1973 (Aus dem Englischen zusammen mit Rolf Eckart John)
- Jim Burns: Fred Engels bei Woolworth. Rotbuch Verlag, Berlin 1977 (Aus dem Englischen zusammen mit Rolf Eckart John)
- Lu Xun: Kein Ort zum Schreiben. Gedichte, Rowohlt Taschenbuch Verlag, Reinbek bei Hamburg 1983 (Aus dem Chinesischen zusammen mit Egbert Baqué)
- Liu Zongyuan: Am törichten Bach. Prosa und Gedichte. Aus dem Chinesischen von Raffael Keller, darin sechs Gedichte zusammen mit Raffael Keller, Friedenauer Presse, Berlin 2005, ISBN 3-932109-45-7